# Апостольський символ віри

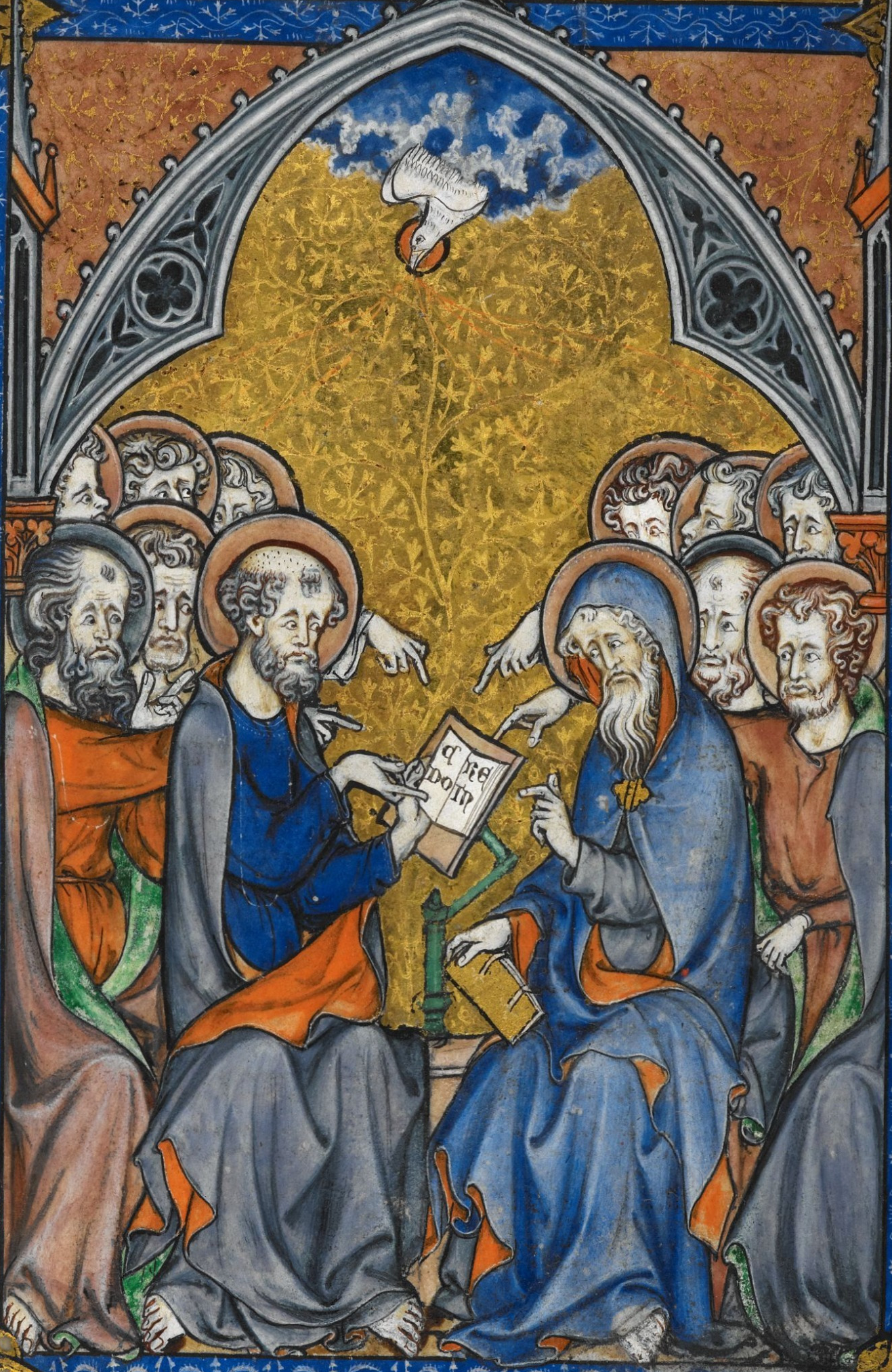
Ілюмінація з рукопису XIII століття зображує апостолів, які пишуть символ віри, отримуючи натхнення від Святого Духа

Апо́стольський си́мвол ві́ри (лат. Symbolum Apostolorum) — давній християнський символ віри.
Сучасна форма зафіксована вперше в VI столітті в записі Цезаря Арльського, але не викликає сумніву його давніше походження, оскільки він з перших століть християнства використовувався римською церквою в таїнстві хрещення.
У IV столітті єпископ Марселій Анкирський писав, що Апостольський Символ віри зустрічається в крещальной формулі часів імператора Антонія Пія (130–167 рр. н. е.).
Названий апостольським оскільки він, з одного боку, є найстаршим символом віри, що сходить до апостольських часів, а з іншого боку, як би підсумовує навчання апостолів
Текст апостольського символу віри використовується в богослужінні Римо-католицької церкви. Також він входить до складу молитви розарію. Крім того його використовують у богослужіннях англікани і деякі інші протестантські церкви. Православна церква не використовує цей символ віри.
По своїй формі та суті Апостольський символ віри є Прославленням, Славослов'ям. Він не містить вимог до людини, а розповідає про те, що зробив для людини Бог, також є стислим сповіданням основних догматів християнської віри.

## Текст українською
Вірую в Бога Отця Всемогутнього, Творця неба і землі.

І в
Ісуса Христа, Його Єдиного Сина, Господа нашого, що був зачатий від Духа Святого,
народився від Діви Марії, що страждав за
Понтія Пілата, був розп'ятий, і помер, і був похований, зійшов у ад. Третього дня воскрес із мертвих, вознісся на небеса, і сидить праворуч Бога Отця Вседержителя, звідки прийде судити живих і мертвих.

Вірую
в Духа Святого; святу Вселенську Церкву; сопричастя святих; відпущення гріхів; воскресіння плоті, вічне
життя.
Амінь.

## Текст латиною
Credo in Deum Patrem omnipotentem, Creatorem caeli et terrae.
Et in Iesum Christum, Filium eius unicum, Dominum nostrum, qui conceptus est de Spiritu Sancto, natus ex Maria Virgine, passus sub Pontio Pilato, crucifixus, mortuus, et sepultus, descendit ad infernos, tertia die resurrexit a mortuis, ascendit ad caelos, sedet ad dexteram Dei Patris omnipotentis, inde venturus est iudicare vivos et mortuos.

Credo in Spiritum Sanctum, sanctam Ecclesiam catholicam, sanctorum communionem, remissionem peccatorum, carnis resurrectionem et vitam aeternam. Amen.